# 費爾黑文 (密蘇里州)
費爾黑文（英語：Fairhaven）是位於美國密蘇里州弗農縣的非建制地區。

## 歷史
費爾黑文的郵局於1890年設立，其後於1908年停運。

## 地理
費爾黑文所處的海拔為高於海平面249米（即817英呎），而該地所採用的時區為UTC-6，即北美中部時區（CST）。同時該地設有夏令時間，為UTC-6調快一小時，即UTC-5（CDT）。